# Annabella
Annabella (París, 14 de julio de 1907-Neuilly-sur-Seine, 18 de septiembre de 1996) fue una actriz cinematográfica de nacionalidad francesa.

## Biografía
Nacida en París, Francia, su verdadero nombre era Suzanne Georgette Charpentier.
Gracias a una fotografía enviada por su padre a un productor, Annabella debutó en el cine a los dieciséis años de edad en la obra maestra de Abel Gance Napoleón. Fue con ocasión de ese rodaje que adoptó su nombre artístico gracias a una sugerencia de Abel Gance inspirada en un personaje de Edgar Allan Poe.
Fue el cine sonoro el que hizo de ella una estrella. La cinta de René Clair Le Million (1931) la mostró al gran público como una de las mayores seductoras del cine francés. Con Jean Gabin actuó en La Bandera, de Julien Duvivier. En 1934 se casó con el actor Jean Murat, con el que tuvo una hija, Anne. En 1936 ganó la Copa Volpi a la mejor actriz en el Festival Internacional de Cine de Venecia por su trabajo en el film Veille d'armes (1935). Más adelante fue elegida para hacer el primer papel femenino en la cinta británica Wings of the Morning (1937), junto a Henry Fonda.
Contratada por 20th Century Fox, ella fue a Estados Unidos, actuando en Suez (1938), con Loretta Young y Tyrone Power, con el que se casó en 1939. Ambos fueron de viaje de novios a Roma. A los pocos meses la pareja viajó de nuevo a Europa para llevar a la madre de Annabella a vivir con ellos, mientras que su padre y su hermano se quedaban en Francia. Su hermano finalmente murió a manos de los nazis. Annabella hizo otro viaje para llevar a Estados Unidos a su hija. Power adoptó a Anne. Anne Power posteriormente se casó con el actor Oskar Werner. Darryl F. Zanuck, irritado por la boda de su principal estrella, Power, no volvió a elegirla para actuar en sus películas, a pesar del contrato con 20th Century-Fox, y tampoco fue cedida para trabajar con otros estudios. Ella y Power actuaron juntos en la obra teatral Liliom, representada en New Haven. Mientras Power servía durante la Segunda Guerra Mundial, Annabella actuó en la pieza teatral Blithe Spirit en Chicago.
Como actriz teatral en el circuito de Broadway recibió excelentes críticas por su actuación en Jacobowsky and the Colonel, bajo dirección de Elia Kazan, en 1944. Annabella mantuvo una relación sentimental con el escritor Roald Dahl, y se negó a conceder el divorcio a Power para que éste se casara con Judy Garland. Cuando Power volvió de la guerra, la pareja decidió intentar reflotar su matrimonio. Annabella volvió a trabajar en el cine, haciendo el primer papel femenino en 13 Rue Madeleine (1947), en compañía de James Cagney. Finalmente, ella y Power se divorciaron en 1948, y Annabella volvió a Francia. En 1952 hizo su última película, y se retiró tras una actuación televisiva en 1954.
Annabella pasó los últimos años de su vida en su propiedad en Saint-Pée-sur-Nivelle, acompañada de Jules Roy. Falleció en 1996 a causa de un Infarto agudo de miocardio en Neuilly-sur-Seine. Fue enterrada en el Cementerio de Passy.

## Filmografía
| - 1927: Napoleón, de Abel Gance - 1928: Maldone, de Jean Grémillon - 1928: Trois jeunes filles nues, de Robert Boudrioz - 1929: La Barcarolle d'amour, de Carl Fröhlich y Henry Roussell - 1930: Romance à l'inconnue, de René Barberis - 1930: La Maison de la flèche, de Henri Fescourt - 1931: Autour d'une enquête, de Robert Siodmak y Henri Chomette - 1931: Romance à l'inconnue, de René Barberis - 1931: Deux fois vingt ans, de Charles-Félix Tavano - 1931: Le Million, de René Clair - 1931: Un soir de rafle, de Carmine Gallone - 1931: Son altesse l'amour, de Éric Schmidt y Robert Péguy - 1932: Paris-Méditerranée, de Joe May - 1932: Un fils d'Amérique, de Carmine Gallone - 1932: Marie, légende hongroise, de Paul Fejos - 1932: Tavaszi zápor, de Paul Fejos - 1932: Prima dragoste - 1933: Mademoiselle Josette, ma femme, de André Berthomieu - 1933: Quatorze Juillet, de René Clair - 1933: La bataille, de Nicolas Farkas - 1933: Gardez le sourire, de Paul Fejos y René Sti - 1933: Sonnenstrahl, de Paul Fejos - 1934: Caravan, de Erik Charell - 1934: Les Nuits moscovites, de Alexis Granowsky - 1935: Variétés, de Nicolas Farkas | - 1935: La Bandera, de Julien Duvivier - 1935: Veille d'armes, de Marcel L'Herbier - 1935: L'Équipage, de Anatole Litvak - 1936: Anne-Marie, de Raymond Bernard - 1937: La Citadelle du silence, de Marcel L'Herbier - 1937: Wings of the Morning, de Harold D. Schuster - 1937: Under the Red Robe, de Victor Sjöström - 1937: Dinner at the Ritz, de Harold D. Schuster - 1938: The Baroness and the Butler, de Walter Lang - 1938: Hôtel du Nord, de Marcel Carné - 1938: Suez, de Allan Dwan - 1939: Bridal Suite, de Reginald Owen - 1943: Tonight We Raid Calais, de John Brahm - 1943: Bomber's Moon, de Charles Fuhr - 1947: 13 Rue Madeleine, de Henry Hathaway - 1948: Éternel conflit, de Georges Lampin - 1949: L'Homme qui revient de loin, de Jean Castanier - 1949: Dernier Amour, de Jean Stelli - 1949: Désordre, de Jacques Baratier (corto) - 1950: Don Juan/Le plus bel amour de Don Juan, de José Luis Sáenz de Heredia - 1952: Quema el suelo, de Luis Marquina - 1954: Suspense serie televisiva (1 episodio: Diamonds in the Sky) - 1985: Élisabeth, de Pierre-Jean de San Bartolomé |

## Teatro
- 1946: Huis clos, de Jean-Paul Sartre, adaptación de Paul Bowles, Nueva York

## Premios y distinciones
Festival Internacional de Cine de Venecia
| Año  | Categoría                                     | Película           | Resultado |
| ---- | --------------------------------------------- | ------------------ | --------- |
| 1936 | Copa Volpi a la mejor interpretación femenina | Víspera de combate | Ganadora  |